# Гигинеишвили (род)
Гигинеишви́ли (Гегенеишвили, Гигинейшвили, Гигинейшвили-Додо; груз. გიგინეიშვილი) — древний грузинский дворянский род. Происходит из Имеретии. Составляли дворянство Гурии, где были вассалами князей Гуриели и Мегрелии, служили князьям Дадиани. Род внесён в дворянскую родословную книгу Кутаисской губернии.